# Francisca Van Dunem
Francisca Eugénia da Silva Dias Van Dunem (ur. 5 listopada 1955 w Luandzie) – portugalska prawniczka pochodząca z Angoli, prokurator, od 2015 do 2022 minister sprawiedliwości, od 2021 do 2022 również minister administracji i spraw wewnętrznych.

## Życiorys
Urodziła się w Angoli, będącej wówczas portugalską prowincją zamorską. W 1977 ukończyła studia prawnicze na Uniwersytecie Lizbońskim. Powróciła następnie do Angoli, gdzie zaangażowała się w działalność ugrupowania wyzwoleńczego MPLA. Gdy w 1978 w wyniku wewnętrznych czystek w tej partii został zamordowany jej brat, zdecydowała się wyemigrować na stałe do Portugalii.
Zawodowo od 1979 związana z portugalską prokuraturą, stopniowo awansując w jej strukturach. W latach 1999–2001 zatrudniona w biurze prokuratora generalnego. Następnie kierowała departamentem śledztw w prokuraturze dystryktu Lizbona, a w 2007 stanęła na czele tej jednostki.
W listopadzie 2015 objęła urząd ministra sprawiedliwości w mniejszościowym gabinecie, na czele którego stanął António Costa. Stała się tym samym pierwszym czarnoskórym członkiem portugalskiego rządu. Utrzymała tę funkcję w utworzonym w październiku 2019 drugim gabinecie dotychczasowego premiera. W grudniu 2021 po dymisji Eduarda Cabrity została dodatkowo ministrem administracji i spraw wewnętrznych. Obie funkcje rządowe pełniła do marca 2022.